# Sparta Amfi
Sparta Amfi  är en ishall i  Sarpsborg, Østfold fylke i Norge. Den stod färdig 1963,invigdes 18 oktober och är Norges äldsta ishall. Vid invigningen närvarade över 6 000 personer, men efterhand som antalet sittplatser ökats ha arenans kapacitet minskat till knappt 4 000 åskådare. Arenan är hemmaplan för ishockeylaget Sparta Warriors. 